# Ајзеја Томас
Ајзеја Лорд Томас III  (енгл. Isiah Lord Thomas III; Чикаго, САД, 30. април 1961) бивши је професионални амерички кошаркаш.
На драфту 1981. одабрали су га Детроит пистонси као 2. пика. Целу каријеру (1981—1994) провео је у Детроит пистонсима у НБА лиги, са којима је 1989. и 1990. освојио шампионски прстен. Играо је на позицији плејмејкера и 12 пута је био изабран у НБА Ол-стар тим.
Именован је за једног од 50 највећих играча свих времена у НБА историји и уврстили су га у Кошаркашку Кућу славних (енгл. Naismith Memorial Basketball Hall of Fame).